# Tectaria dissecta
Tectaria dissecta là một loài thực vật có mạch trong họ Dryopteridaceae. Loài này được (G. Forst.) Lellinger miêu tả khoa học đầu tiên năm 1968.